# Chén Dōng
Chén Dōng, in cinese semplificato  陈冬, in cinese tradizionale 陳冬 (Luoyang, 12 dicembre 1978), è un astronauta cinese.

## Biografia
Prima di essere selezionato come taikonauta Chén era tenente colonnello e pilota della Forza Aerea della Cina (PLAAF). È stato selezionato come taikonauta della Agenzia spaziale cinese (CNSA) il 5 maggio 2010 per far parte del secondo Gruppo di selezione cinese. Il 16 ottobre 2016, dopo 16 anni di addestramento, è partito per la sua prima missione spaziale dal Centro spaziale di Jiuquan a bordo della Shenzhou 11 con il comandante Jing Haipeng. Essendo un equipaggio di sole due persone, il suo compito durante la missione era quello di assistere il comandante durante tutte le fasi de volo, compreso l'attracco e lo sgancio manuale con la stazione spaziale cinese Tiangong 2. Sono restati in orbita per più di 32 giorni, si è trattata della missione più estesa del programma umano cinese sino a quel momento. Il 18 novembre è atterrato nel territorio della Mongolia Interna.